# Dorothea Louise von Schleswig-Holstein-Sonderburg-Augustenburg
Dorothea Louise (* 11. Oktober 1663 auf Schloss Augustenburg; † 21. April 1721) war eine Prinzessin aus dem Hause Schleswig-Holstein-Sonderburg-Augustenburg und Äbtissin des Adeligen Klosters Itzehoe.

## Leben
Dorothea Louise war die fünfte Tochter und das achte Kind des Herzogs Ernst Günther I. von Schleswig-Holstein-Sonderburg-Augustenburg (1609–1689) und dessen Frau Auguste Prinzessin von Schleswig-Holstein-Glücksburg (1633–1701).
Die Familie residierte auf Schloss Augustenburg, das Ernst Günther 1660 auf der Insel Alsen gegründet und nach seiner Frau Auguste benannt hatte. Das Herzogtum Sonderburg ging 1667 in Konkurs und fiel wieder an Friedrich III., den König von Dänemark und Norwegen und in Personalunion Herzog von Schleswig. Die Mitglieder der Augustenburger Linie behielten zwar ihre Titel, waren aber nun Herzöge ohne Herzogtum.
Prinzessin Dorothea Louise wurde am 9. Oktober 1683 als Zwanzigjährige zur Äbtissin des Adeligen Klosters Itzehoe ernannt, und zwar von König Christian V., der 1670 die Nachfolge seines Vaters Friedrich III. angetreten hatte. Mit der „Recommendatur des Fraüleins aus Sonderburg“ verstieß König Christian V. gegen die Statuten des protestantischen Damenstiftes, nach denen seit 1634 die unverheirateten oder verwitweten Konventualinnen ihre Äbtissin hätten wählen dürfen. Der Ernennung widersprachen sowohl die adeligen Damen als auch Christian Albrecht, seit 1659 Herzog von Schleswig-Holstein-Gottorf. Des Herzogs Einflussnahme war jedoch beschränkt, weil ihn 1684 die Truppen von Christian V. aus Schloss Gottorf nach Hamburg ins Exil vertrieben hatten. Erst durch den Altonaer Vertrag erhielt Herzog Christian Albrecht 1689 seine Herrschaft zurück.
Dorothea Louise musste wegen dieser Auseinandersetzungen bis 1687 warten, bis sie feierlich als Äbtissin eingeführt wurde. Auch danach residierte sie nicht ständig in Itzehoe, wie ihr Brief vom 15. Oktober 1690 aus Augustenburg belegt. Als Adresse schrieb sie auf die Brief-Außenseite unter das herzogliche Siegel:
„Denen WohlWürdigen, WohlEdlen und Andächtigen Jungfern Conven= tualinnen des Hochadelichen Con= vents Zu Itzehoe, Unsern Lieben Besonderen. etc. - Inn Itzehoe.“
Im Schreiben selbst teilte sie als „abteißen“ (Äbtissin) und „der Jüngfern Conventualinnen gantz wohl affectionirte Freündtin“ mit, sie habe den Klosterhofmeister Walert zu ihrem Rat ernannt.

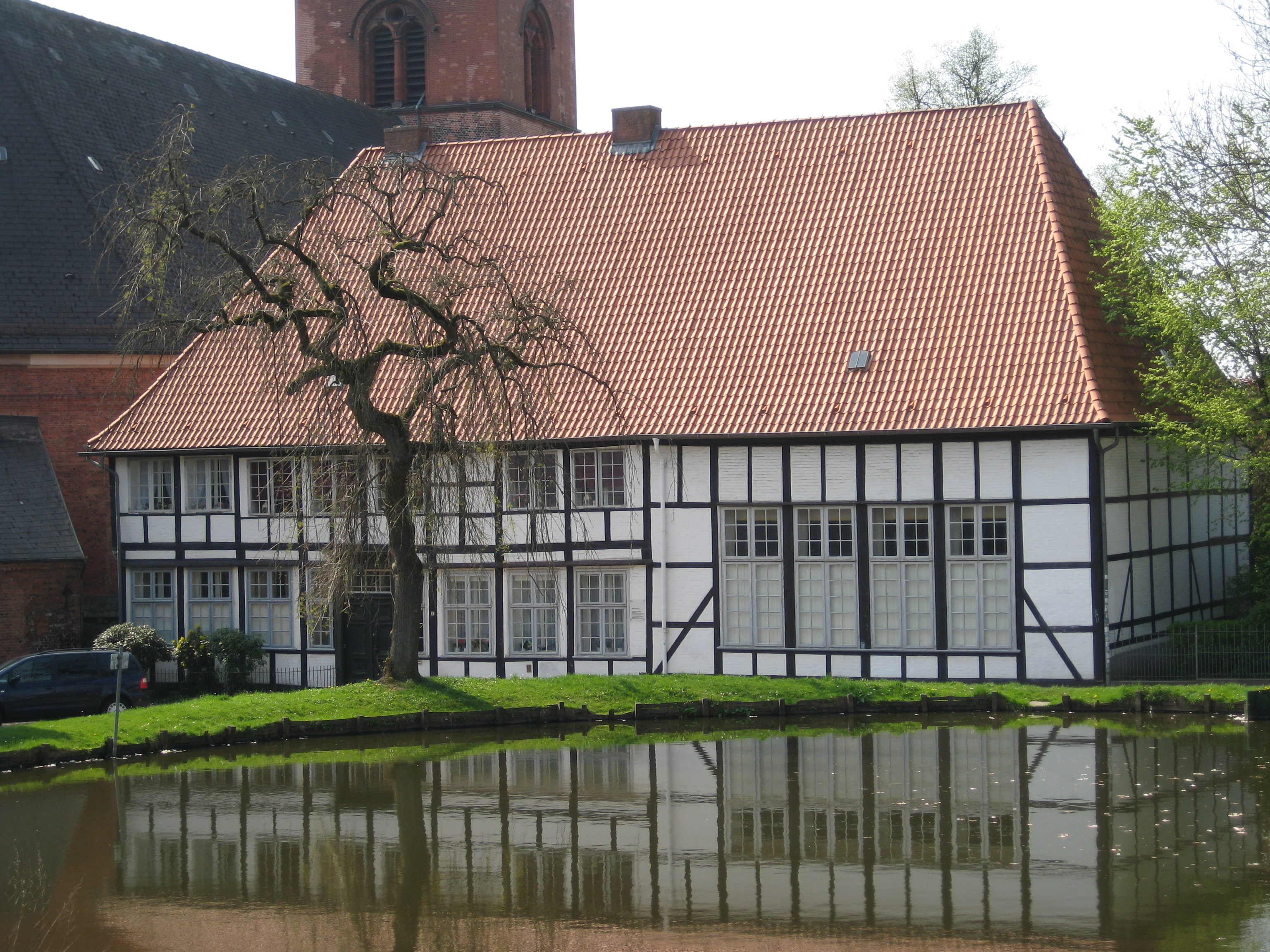
Haus Klosterhof 7 im Adeligen Kloster Itzehoe

Für Dorothea Louise wurde ein repräsentatives Äbtissinnenhaus (heute Klosterhof 7) unmittelbar an der Nordost-Ecke der Itzehoer Laurentius-Kirche gebaut und 1696, neun Jahre nach ihrem Amtsantritt, fertiggestellt.

## Klösterliche Grundherrschaft
Seit jeher verfügte das Adelige Kloster Itzehoe über eigenen Grund und Boden. So war auch das Gebiet von Langwedel in Holstein durch Ankäufe und Schenkungen in der Zeit 1376 bis 1418 zur Gänze in das Eigentum des Konvents übergegangen. Damit waren die Bauern aber keineswegs Leibeigene geworden. Sie hatten dem Kloster keine „ungemessenen“ Dienste zu leisten, mussten aber vierteljährlich festgesetzte Pacht / Steuern, manchmal auch Sonderabgaben entrichten.
Als Äbtissin setzte Dorothea Louise am 15. Februar 1700 in Itzehoe mit „Fürstlichem Handzeichen“ (Unterschrift) und Amtssiegel den „Baurbrief“ in Kraft, den zuvor alle Eingesessenen des Dorfes Langwedel am 10. Februar 1700 unterzeichnet hatten. Diese privatrechtliche Dorfordnung, im hochdeutschen Text auch Beliebung genannt, regelte in einunddreißig Absätzen das Verhältnis der Einwohner zueinander. Bei Verfehlungen waren Strafgebühren an das Langwedeler „Baurlag“ zu leisten; zusätzlich konnte die „Hohe Klösterliche Obrigkeit“ willkürliche Sanktionen verhängen. Für die Einhaltung der Abmachung hatte vor Ort der vom Kloster ernannte Vogt zu sorgen und der Obrigkeit in schweren Fällen zu berichten. In den Jahren 1698–1703 war Hans Blunecke als Klostervogt eingesetzt. Er unterschrieb die Beliebung als „Hanß blunke“, und zwar als erster Einwohner nach Friedrich von Reventlow, dem Verbitter (Rechtsvertreter) des Klosters.